# Ольхи (Черкасская область)
Ольхи (укр. Вільхи)  — село в Золотоношском районе Черкасской области, Украины.
Село расположено в долине реки Днепр за 6 км от районного центра — города Золотоноша у шоссе Золотоноша — Коробовка.
Село Ольхи входит в состав Ольхивского сельского совета.

## История
- Впервые село упоминается 1650 году.
- В селе была Ильинская церковь.[1][2][3]
- Есть на карте 1800 года.[4]
- В 1862 году во владельческом селе Ольхи было 50 дворов где жило 215 человек (142 мужского и 173 женского пола) есть церковь.[5]
- В 1911 году в селе Ольхи была Ильинская церковь и церковно-приходская школа жило 769 человек (389 мужского и 380 женского пола)[6]
- Ольховская кошикарня славилась своими изделиями. В 1909 году её мастера получили большую серебряную медаль на Полтавской сельскохозяйственной выставке.
- Колхоз, куда входили села Ольхи и Мелесовка, после войны назывался «Перестройка», затем «Украина», имени Калинина, сегодня — ООО «МТС-2000».

## Современность
На территории села расположены Золотоношская государственное лесохозяйственное предприятие, Ольховское лесничество, фельдшерско-акушерский пункт, учебно-воспитательный комплекс «Общеобразовательная школа I ступени — дошкольное учреждение», отделение связи, клуб, библиотека с книжным фондом 12 000 экземпляров, три магазина: «Лесная казна» и два продуктовых, кафе-бар «У дедушки».